# Orthotylus fuscicornis
Orthotylus fuscicornis är en insektsart som beskrevs av Knight 1927. Orthotylus fuscicornis ingår i släktet Orthotylus och familjen ängsskinnbaggar. Inga underarter finns listade i Catalogue of Life.